# رام موکرجی
رام موکرجی (۱۸ اکتبر ۱۹۳۳–۲۲ اکتبر ۲۰۱۷) کارگردان، تهیه‌کننده و فیلمنامه‌نویس هندی در سینمای هند و بنگال بود. او یکی از بنیانگذاران کمپانی فیلم‌سازی (فیلمالیا استودیو بمبئی) است. او بیشتر به خاطر فیلم‌هایش، هوم هندوستانی (۱۹۶۰) و رهبر (۱۹۶۴) شناخته شده‌است. وی پیش از این، اولین فیلم دخترش رانی موکرجی را با نام گل‌های عروسی در سال ۱۹۹۶ کارگردانی و تهیه‌کنندگی کرد. و اولین فیلم هندی خود را راجی کی آایگی برات در سال ۱۹۹۷ تولید کرد. رام موکرجی در تاریخ ۲۲ اکتبر ۲۰۱۷ چهار روز پس از تولد ۸۴ سالگی‌اش درگذشت.